# The Daily Telegraph
The Daily Telegraph este un ziar din Marea Britanie înființat în anul 1855. The Daily Telegraph are un tiraj de 871.598 exemplare zilnic (martie - aprilie 2008).
Ziarul este deținut de Sir David și Sir Frederick Barclay, care dețin și ziarele Sunday Telegraph și Spectator.

## Legături externe
- www.telegraph.co.uk - Sit web oficial